# 사랑은 춤을 타고
《사랑은 춤을 타고》는 2014년 5월 25일부터 2014년 6월 15일까지 TV조선에서 방영된 대한민국의 춤 경연 프로그램이다.

## 출연자
- 손범수 & 진양혜
- 이승규 & 이경애
- 차광수 & 강수미
- 홍지호 & 이윤성
- 팝핀현준 & 박애리
- 서성민 & 이파니

## 같이 보기
- 댄싱 위드 더 스타